# Giuliano Procacci
Giuliano Procacci (Asís, 1926 - Florencia, 2 de octubre de 2008) fue un historiador italiano.

## Biografía
Discípulo de Federico Chabod, marxista comprometido, fue profesor de Historia Moderna y después de Historia Contemporánea en la Universidad de Florencia. Posteriormente enseñó Historia Contemporánea en la Universidad La Sapienza de Roma.
Su nombre está ligado, en particular, además de a los ensayos sobre Maquiavelo y a numerosos manuales de historia para los estudios medios y superiores, a su volumen Storia degli italiani (Historia de los italianos), publicado en 1978 y varias veces reeditado y traducido.
Con el volumen Storia del XX secolo (Historia del siglo XX), publicado en 2000, partiendo de la aceleración de la historia inducida por la caída del Muro de Berlín y hasta al punto de llegada de la globalización, operó un replanteamiento de la historiografía contemporánea. En 2003 recibió la Orden al Mérito de la República Italiana.
En los últimos años Procacci se ocupó también del debate en torno al revisionismo histórico.

## Obras principales
- Classi sociali e monarchi assoluti nella Francia della prima metà del secolo XVI, Einaudi, Turín, 1955.
- Le elezioni del 1874 e l’opposizione meridionale, Feltrinelli, Milán, 1956.
- Studi sulla fortuna di Machiavelli, Ist. Storico italiano per l’età moderna e contemporanea, Roma, 1965.
- La lotta di classe in Italia agli inizi del secolo XX, Editori Riuniti, Roma, 1970.
- Il partito nell’Unione Sovietica, 1917-1945, Laterza, Roma-Bari, 1974.
- Il socialismo internazionale e la guerra d’Etiopia, Editori Riuniti, Roma 1978.
- Storia degli italiani, Laterza, Roma-Bari, 1978.
- Dalla parte dell’Etiopia. L’aggressione italiana vista dai movimenti anticolonialisti d’Asia, d’Africa, d’America, Feltrinelli, Milán, 1984.
- Premi Nobel per la pace e guerre mondiali, Feltrinelli, Milán, 1989.
- Machiavelli nella cultura europea dell’età moderna, Laterza, Roma-Bari 1995.
- Storia del mondo contemporaneo. Da Sarajevo a Hiroschima, Editori Riuniti, Roma, 1999.
- Storia del XX secolo, Mondadori, Milán, 2000.
- La disfida di Barletta tra storia e romanzo, Mondadori, Milán, 2001.
- Memoria controversa. Revisionismi, nazionalismi e fondamentalismi nei manuali di storia, Cagliari 2003.
- Carta d'identità. Revisionismi, nazionalismi e fondamentalismi, Carocci, Roma, 2005.